# Bowser
Bowser (クッパ Kuppa?, llamado en japonés Koopa) es un personaje de los videojuegos de Nintendo y principal antagonista en la franquicia de Mario. Es el archienemigo de Mario. Se trata del rey y el más poderoso de los Koopas.
Es considerado un antagonista debido a que ha intentado apoderarse del Reino Champiñón (y el universo en Super Mario Galaxy) en innumerables ocasiones desde su primera aparición en Super Mario Bros.  Su método de actuación más común consiste en secuestrar a la Princesa Peach. Siendo una representación de la fuerza bruta, en general, Mario logra derrotarlo usando la inteligencia, aprovechando los elementos del lugar donde pelean. Es uno de los villanos más reconocibles en el mundo de los videojuegos, siendo escogido en 2013 como el más popular de los enemigos en una encuesta realizada por Guiness World Records.

## Características
Bowser es el "Rey de los Koopas", tortugas antropomórficas que habitan el mundo del Reino Champiñón. Sin embargo, este se diferencia en gran medida de los Koopas. En cuanto a su aspecto físico, se puede describir como un gran dinosaurio bípedo, con un caparazón con pinchos, cuernos, un hocico dracónico, colmillos, garras, ojos rojos y una mata de cabello bermellón. Cuenta con varios collares negros punzantes en su cuello y brazos.

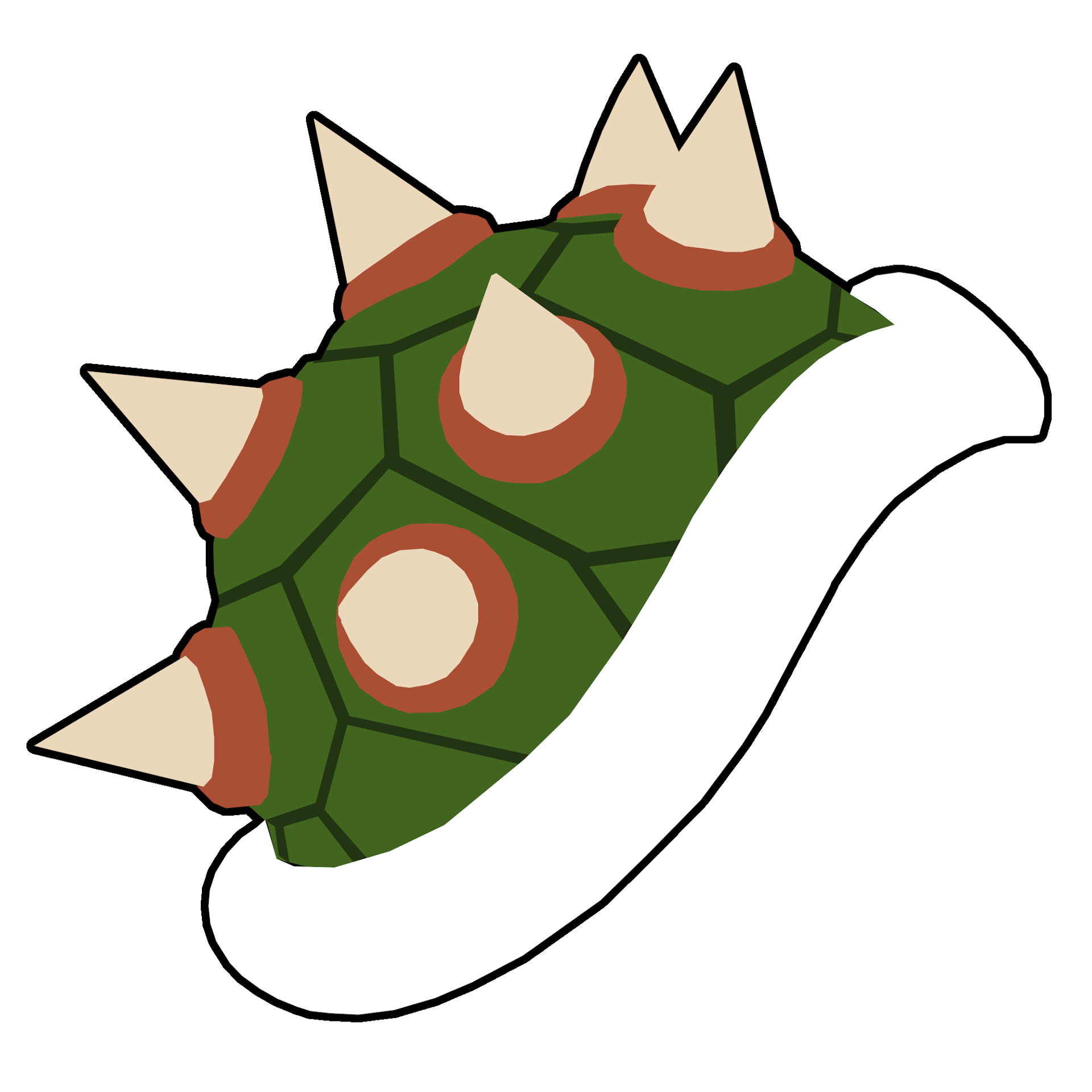
Caparazón con pinchos de Bowser.

Destaca su fuerza física y su capacidad para lanzar llamas. También puede saltar sorprendentemente alto para su gran tamaño, aunque su velocidad y agilidad son la mayor parte del tiempo deficientes. También muestra tener experiencia en magia, gracias a la cual puede invocar objetos, usar electricidad o cambiar de forma.
El tamaño físico de Bowser tiende a variar de un juego a otro. En la mayoría de los juegos, supera a la mayoría de los personajes, pero hay excepciones. En Super Mario RPG, es solo un poco más alto que Mario. Se le muestra cambiando su tamaño a voluntad o mediante la hechicería de otros en juegos como New Super Mario Bros. Wii o Super Mario Galaxy 2.
Es conocido por secuestrar a la Princesa Peach, con el objetivo de casarse con ella o tender una trampa a Mario. El papel del personaje en la franquicia varía. Por lo general, es el antagonista de la serie principal, caracterizado por un carácter cruel y despótico. Por otra parte, en la serie de juegos de rol, a veces trabaja con Mario y Luigi para derrotar a un mal mayor. Estos videojuegos también retratan a Bowser de una manera más humorística como un matón fanfarrón y bufón, con un lado más suave oculto.

### Bowsitos
Tras caer a la lava, Bowser puede transformarse en Bowsitos. Este, que hace su primera aparición en New Super Mario Bros., es una versión esquelética del villano que además cuenta con el caparazón de color negro y cuya melena se encuentra recogida. Es inmune a las llamas y es capaz de lanzar huesos. También aparece en los juegos Super Mario 3D Land y New Super Mario Bros 2, además de otros juegos secundarios como Mario Kart o Mario Party.

### Evolución de su aspecto
Aunque en un cartel promocional japonés de Super Mario Bros. 2, Bowser aparece con pelo, este no aparece en el videojuego original. Así pues, en la primera entrega de la serie, el villano cuenta con un diseño limitado, que se caracteriza por estar dominado por el verde y por la ya mencionada falta de melena. Posteriormente, en Super Mario Bros. 3, aparece por primera vez en un videojuego con su típica mata, aunque en vez de roja es anaranjada. En Super Mario World, presenta una apariencia similar al anterior, pero más detallada.
Con el lanzamiento de Super Mario 64, Bowser cuenta por primera vez con el pelo rojo, pero por otra parte, los gráficos 3D primitivos le dieron un diseño que difiere en gran medida con el actual, con un morro más grueso y una forma más redondeada en general. Finalmente, con la llegada de Super Mario Sunshine en 2002, adquiere el aspecto moderno que le caracteriza.

## Familia
Hasta la fecha, Bowser muestra un hijo llamado Bowser Jr. (Bowsy en España). Su primera aparición fue en Super Mario Sunshine, en donde usa un pincel mágico para disfrazarse como una oscura forma de Mario, Shadow Mario, y para contaminar con pintura toda la Isla Delfino. Cuando Mario y la Princesa Peach llegan a la isla, Bowser Jr. la secuestra. Más adelante en el juego se pone de manifiesto que Bowser mintió a Bowser Jr. para hacerle creer que Peach es su madre, a fin de crear una rivalidad entre él y Mario.
En New Super Mario Bros. Wii, por primera vez Bowser Jr. y los Koopalings aparecen juntos en su misión de captura de la Princesa Peach, rompiendo todos los esquemas que se habían formulado hasta el momento. El cambio gráfico y físico de los Koopalings es muy notable. También aparecen en los castillos finales de los mundos en New Super Mario Bros. 2.

## Secuaces
- Floro Piraña: Un leal secuaz de Bowser. Es el rey de las plantas pirañas y teniente oficial de Bowser. Este le ordena atacar a Mario en varios juegos.[25]

- Floruga: Oruga gigante y con mal carácter, es uno de los secuaces y tenientes más fuertes de Bowser. Es resistente y aparece comúnmente en zonas boscosas.[26]

- Gooper Blooper: Rey de los Bloopers y teniente oficial de alto rango de Bowser. Vive en zonas acuáticas. Aparece en juegos como Super Mario Sunshine y Super Princess Peach.[27]

- El Trío Élite: Está formado por el soldado Goombilón, el Cabo Patroopi y el sargento Guydo.[28]

- Shadow Mario: En Super Mario Sunshine, Bowser Jr. es convertido en Shadow Mario y tenía el papel de jefe final de varios niveles.[29]

- Koopa Troopa: Son sus ayudantes principales, los cuales han participado innumerables ocasiones en el secuestro de la Princesa Peach. Son tortugas que andan hacia el jugador y se esconden en su caparazón al ser golpeados. Los hay de dos colores: verde, que andan hacia adelante hasta que se caen, y rojo, que se gira si ve que se acaba el camino (aunque en Super Mario World, los hay de cuatro, contando el amarillo y azul).[30] También algunos poseen alas, con las cuales son capaces de posarse en el aire.[31]

- Goombas: Son los enemigos más débiles de la saga, ya que solo se dedican a andar hacia el jugador en una única dirección. Los hay de distintos de tipos, por ejemplo, los Para Goombas que pueden volar. En Super Mario World, tienen una forma redondeada y son más difíciles de derrotar, ya que al ser golpeados se quedan boca abajo hasta que se levantan si el jugador no los lanza contra otro enemigo o los aplasta.[30]

- Huesitos: Son Koopa Troopas esqueléticos que aparecieron por primera vez en Super Mario Bros. 3. La única diferencia de los Koopa Troopas y los Huesitos, además de su aspecto, es que al ser golpeado una vez no puede ser agarrado por el jugador ni lanzado contra otros enemigos. Algunos son capaces de lanzar huesos.[32]

- Hermanos Martillo: Uno de los enemigos más difíciles de vencer. Casi siempre son dos y se esconden bajo bloques sobre los que saltan lanzando martillos hacia el jugador. Otros tipos lanzan bumeranes, bolas de fuego, bolas de hielo o mazos; estos últimos también tienen la habilidad de provocar temblores.[33]

- Lakitu: Koopas montados en nubes que siguen a los jugadores lanzándoles Spinys. En Super Mario 64, son los que llevan la cámara para seguir al jugador y también aparece en los juegos de deportes haciendo de árbitro como en Super Mario Kart.[34]

- Boo: Son fantasmas tímidos que se tapan la cara cuando el jugador los mira. Si se les da la espalda estos irán a por él. Habitan principalmente en mansiones.[35]

- Buzzy Beetle: Son un tipo especial de Koopas que repelen los ataques de la flor de fuego. Normalmente aparecen en cuevas.[36]

- Shy Guy: Son personajes tímidos que se ocultan tras sus máscaras. Aparecieron por primera vez en Super Mario Bros. 2.[37] Aparecen más notablemente en Yoshi's Island.[38]

- Bob-Bombas: Son bombas que andan hasta Mario y explotan. Tienen un rey conocido como Rey Bob-Bombas que aparece en Super Mario 64.[39]

- Broodals: son un grupo malvado de cuatro organizadores de bodas de conejos en el juego Super Mario Odyssey (donde hacen su debut) y sirven como antagonistas secundarios del juego.
- Rey Boo: es el rey de los boos, apareció por primera vez en Luigi's Mansion como villano principal.
- Bill bala: son balas en forma alargada y de color negro y alcanzan unas velocidades muy altas lo que lo combierte en uno de los principales enemigos de Mario, de hecho, aparecieron por primera vez en el primer juego de Mario.
- Kamek: el fiel ayudante de Bowser ayuda a este en todas sus fechorías y es su fiel consejero. En ocasiones le hemos visto disfrazado de Peach y muchas veces se encarga de revivirlo en el caso de los juegos de New Super Mario Bros

## Apariciones en videojuegos

### Juegos principales
- Super Mario Bros.: La primera aparición de Bowser fue en Super Mario Bros. como el principal villano que secuestra a la Princesa Peach y como el jefe del mundo 8. A pesar de que parece ser el jefe de los Mundos 1 - 7, este no es el caso. Bowser utiliza su magia negra para transformar siete enemigos regulares, tales como Goombas y Koopas en réplicas de sí mismo, llamados Falsos Bowsers. Él vuelve a aparecer en Super Mario Bros.: The Lost Levels en relación con el mismo en papel. La batalla consiste en llegar al otro lado del puente para coger el hacha y romper la cuerda haciendo caer a Bowser o a los impostores al río de lava. Bowser en este juego no tiene muchas habilidades, ya que solo salta, lanza fuego. A partir del mundo 6 también lanza martillos.[40]

- Super Mario Bros. 3: También aparece en Super Mario Bros. 3. junto con los Koopalings, que secuestran a Peach de nuevo. Aparece en el mundo 8, cuya batalla consiste en que da un gran salto contra Mario y Luigi. Deben apartarse para no ser aplastados por Bowser, quien romperá el suelo y lanzará fuego contra ellos, hasta que finalmente termina cayendo al vacío.[18]

- Super Mario World: Los Koopalings reaparecen de nuevo en Super Mario World, donde secuestran a la Princesa Peach y a los amigos de Yoshi, a quienes encierran en huevos. Aparece en el mundo 7 dando lugar a la primera aparición del Koopa Clown. En esta batalla, la cual se libra en la cima del castillo de Bowser, se divide en tres rondas. En la primera Bowser se moverá por la parte superior de la pantalla hasta que lanza dos Mecha-Koopas, Mario y Luigi deben golpear a uno de los dos Mecha-Koopas y lanzarlo contra este. Después, se aleja y empieza a llover fuego. En la segunda ronda Bowser lanzará una bola gigante en dos ocasiones sobre las que Mario y Luigi deberán saltar o intentar aplastar para así rebotar en ellas. Posteriormente lanzará otros dos Mecha-Koopas, y, si el jugador consigue darle dos veces a Bowser con ellos, volverá a alejarse y comenzará a llover fuego. Así dará comienzo a la tercera y última ronda, donde Bowser intentará aplastar a Mario y a Luigi usando el Koopa Clown, después volverá a lanzar dos Mecha-Koopas, que el jugador deberá usar una vez más para derrotar a Bowser definitivamente en esta batalla.[41]

- Super Mario 64: Bowser hace su primera aparición en 3D en Super Mario 64, donde invade el castillo de la Princesa Peach y gran parte de los cuadros con la magia que robó de la energía de Estrellas. Bowser lucha tres veces en este juego, dichas batallas son casi iguales. Situado en una plataforma, Mario debe atrapar la cola de Bowser y hacerlo girar para alcanzar la suficiente fuerza como para lanzarlo lo suficientemente lejos de la plataforma, con el fin de hacerlo chocar con una bomba situada fuera de la misma. Las habilidades de Bowser consisten en lanzar fuego por la boca, correr hacia el jugador y saltar contra la plataforma para hacerla volcar y que Mario caiga. También puede hacerse invisible para acercarse al jugador.[42]

- Super Mario Sunshine: Regresa en Super Mario Sunshine, en el que lo acompaña por primera vez su hijo, Bowser Jr., secuestrando a Peach. Bowser aparece como el jefe final del juego, en dicha batalla, Bowser estará en una bañera con forma de Sol (aparentemente llena de ácido) y lanzará fuego contra Mario para cortarle el paso, quien debe llegar a los rayos del Sol de la bañera para dar un fuerte salto bomba con la ayuda del A.C.U.A.C. para así volcarla y hacer caer al villano.[21]

- New Super Mario Bros.: En este juego aparece como jefe del Mundo 1, reaparece en el Mundo 8 como Bowsitos y luego vuelve con Bowser Jr. como jefe final. Las batallas con Bowser en este juego son idénticas al original.[43]

- Super Mario Galaxy: En Super Mario Galaxy, Bowser secuestra a Peach y toma el centro del universo para gobernar la misma.[44]

- New Super Mario Bros. Wii: Bowser aparece como jefe final del juego en el último castillo del Mundo 8, en un combate al estilo Super Mario Bros., pero luego Kamek lo hechiza para volver de la lava como Bowser Gigante. A partir de aquí se inicia una persecución, donde se debe huir de él hasta llegar a un interruptor, que drenará el magma sobre el que Bowser se desplaza.[45]

- Super Mario Galaxy 2: En Super Mario Galaxy 2, Bowser, haciéndose gigantesco, secuestra una vez más a Peach, llevándosela al centro del universo.[46]

- Super Mario 3D Land: En una noche de tormenta Bowser se lleva todas las hojas del "árbol mapache". Al día siguiente una foto revela que secuestra una vez más a Peach.[47]

- New Super Mario Bros. 2: junto con los Koopalings, secuestra una vez más a Peach. Bowser aparece como jefe final del juego en el último castillo del Mundo 6.

- Super Mario 3D World: Primer juego de la saga donde Bowser no secuestra a Peach, ya que esta es personaje jugable. El Rey Koopa viaja al Mundo Feri, y secuestra a todas las hadas de dicho reino, encerrándolas en frascos de cristal. Aprovecha los poderes de la Súpercampana y de las Duplicerezas para evitar que Mario y sus amigos rescaten a las hadas embotelladas.

- Mario + Rabbids Kingdom Battle: Bowser hace una aparición, aquí está de vacaciones la mayor parte del juego, dejando a Bowser Jr. para liderar la Tropa Koopa en su ausencia, Bowser le envía un mensaje de texto a su hijo, y le revela que ha decidido volver a casa temprano. Creyendo que Megabug representa una amenaza para su padre, Junior se apresura al castillo, y el grupo de Mario lo sigue. A la llegada del grupo de Mario, Bowser está en el castillo, aunque apenas consciente y cerca de Megabug. El Megabug se fusiona con Bowser, creando MegaDragonBowser, y procede a atacar al grupo de Mario.

- Super Mario Odyssey: Bowser secuestra de nuevo a la Princesa Peach, esta vez para casarse con ella. Este vence a Mario al comienzo del juego y viaja a distintos reinos para anunciar su boda con Peach y robarse objetos valiosos, formando alianza con unos conejos bandidos conocidos como Los Broodals.

- Super Mario Maker 2: Bowser secuestra a Toadette en el modo historia. En el Super Mundo nuevamente secuestra a la Princesa Peach.

- Super Mario 3D World + Bowser's Fury: Toma el mismo papel que en Super Mario 3D Land, excepto durante los eventos de la expansión Bowser's Fury. Tras ser cubierto por una pintura, Bowser se convierte en un gigante incontrolable. Si Mario reúne cinco soles felinos en una isla se transformará en Giga Mario Felino, capaz de enfrentarse a Bowser Furioso.[48]

- Mario + Rabbids Sparks of Hope: Bowser aparece como un personaje jugable.

- Super Mario Bros. Wonder: Bowser aparece como el antagonista principal en este juego.

### En RPG
- Super Mario RPG: Legend of the Seven Stars: En este juego Bowser ayuda a Mario a derrotar a Smithy y recupera su castillo. Su actitud es más agradable aunque no deja de lado su egocentrismo.

- Paper Mario: Este es el único juego de Mario RPG en el que Bowser es el antagonista principal; en los demás juegos es un antagonista menor o un aliado.

- Paper Mario: La Puerta Milenaria: Bowser sigue a Mario para conseguir los cristales estelares antes que él y secuestrar a la Princesa Peach de las manos de Sir Gordus, pero cuando Mario y sus amigos vencen a Grodus estos pelean contra él.

- Super Paper Mario: Es secuestrado por Count Bleck para casarlo con la Princesa Peach, aunque luego escapa, pelea y se une a Mario para vencer a Dimentio.

- Super Mario RPG (2023): En este remake, Bowser regresa como personaje jugable.

### Serie Mario & Luigi
- Mario & Luigi: Superstar Saga: En este juego Bowser pierde la memoria y se alía con Panyo. Después recupera sus recuerdos y es poseído por el espíritu de Cackletta, quien con el cuerpo de Bowser se convierte en Bowletta, la principal antagonista de la segunda mitad del título.
- Mario & Luigi: Compañeros en el Tiempo: Las versiones adulta y bebé de Bowser se juntan para hacerle frente a los hermanos Mario y sus contrapartes bebés en varios puntos del juego.
- Mario & Luigi: Bowser's Inside Story: Bowser por primera vez tomar rol protagónico junto con los hermanos Mario, luego de ser engañado por Fawful para comerse un champivórtice y tragarse a Mario, a Luigi y a la Princesa Peach mientras está bajo su control.
- Mario & Luigi: Dream Team: En esta entrega, Bowser es secuaz de Conde Pesadillo (que es el enemigo general del juego). Más adelante Bowser descubre que Conde Pesadillo lo estaba utilizando para conquistar el mundo y la Isla Almohada.
- Mario & Luigi: Paper Jam: Bowser aparece en Mario & Luigi: Paper Jam como uno de los dos antagonistas principales, el otro es su contraparte de papel.
- Mario & Luigi: Brothership: En esta nueva entrega de Mario & Luigi, Bowser regresa. Al principio es absorbido junto con su hijo Bowser Jr. al mundo de Concordia. Desde allí, sus esbirros se concentran en reagruparse con él. Su aparición hacia la segunda mitad del juego, lo tiene protagonizando una batalla aérea contra las fuerzas de Shocke, el antagonista principal de esta entrega, donde nota la presencia de los hermanos Mario en la Isla Nao, a la cual dispara, causando que éstos caigan por la borda y la desconexión de dos "islas". Posteriormente, intentaría esparcir su control sobre el continente mientras lidia con los efectos del Aislanéctar (Glohm en inglés) que hace que las personas actúen asociales entre sí, que empieza a afectar a sus tropas. A su vez, Bowser Jr. es secuestrado por los principales comandantes de Shocke: el Comando Alargador (Extension Corps en inglés) y caería bajo el influjo maligno del Aislanéctar, convirtiéndose en una versión oscura: Bowser Inconexo (Glohm Bowser en inglés).

### Otras series
Aparece en otras franquicias como Mario Kart, Mario Golf, Mario Tennis, Super Smash Bros., Mario Strikers Charged, y Mario Superstar Baseball. Como personaje jugable, suele ser denotado como fuerte y pesado.
- En Mario Kart es elegible en todos los juegos de la serie desde su primera entrega, Super Mario Kart.[49] Es especialmente relevante, pues posee una cantidad de circuitos propios destacables, como Castillo de Bowser en Super Mario Kart, Mario Kart DS, Mario Kart Wii, Mario Kart 7, Mario Kart 8 y Mario Kart Tour o Ciudad Koopa en Mario Kart 7, Mario Kart 8 y Mario Kart Tour.[50][51][52][53][54]

- En Super Smash Bros. es un personaje jugable desde Super Smash Bros. Melee. Destaca por ser un luchador fuerte, aunque por otra parte presenta una escasa velocidad.[55] Al activar su habilidad especial se convierte en Giga Bowser, una versión más grande del mismo con un aspecto intimidante y más similar a un dragón.[56]

### Apariciones como Baby Bowser
Cronológicamente, el primer enfrentamiento entre Bowser y Mario fue en Super Mario Bros., sin embargo si atendiéramos a la cronología interna de los argumentos de los juegos de Mario realmente su primer encuentro sería en Super Mario World 2: Yoshi's Island. Este juego transcurre antes que cualquiera de las otras aventuras. De hecho, Mario, Luigi y Bowser son todavía bebés. En el juego Kamek, un Magikoopa que parece ser una especie de figura paternal de Baby Bowser, vaticina la entrega de unos hermanos mellizos que traerán la desgracia para los Koopas, por lo que decide montarse en su escoba voladora para interceptar la cigüeña que trae a Baby Mario y Baby Luigi. Aunque el bandido principal del juego es Kamek, el jefe final del mismo es Bowser. Para intentar acabar con Baby Mario y Yoshi al final del juego, Kamek lanza un hechizo a Bowser que le hace crecer a proporciones gigantescas.
Baby Bowser aparece otra vez en la secuela a Super Mario World 2: Yoshi's Island, Yoshi's Story. Yoshi debe luchar contra el joven rey en sus cámaras privadas, para recuperar el Super Happy Tree que le ha sido robado, pero también aparece en la secuela directa de Yoshi's Island, Yoshi's Island DS.
Aunque Baby Bowser se parezca mucho a Bowser Jr. Son personajes independientes, aunque seguramente el diseño del primero influyó en el segundo. La diferencia fundamental está en las narices (Baby Bowser la tiene más grande) y el diseño de sus pañuelos (Bowser Junior -o Bowsy- tiene un diseño que se asemeja a una boca con dientes).
Al principio de Mario & Luigi: Partners in Time, Baby Bowser intenta secuestrar a la Princesa Peach, lo cual es frustrado por Baby Mario. Cuando unos invasores desconocidos conocidos como Shroobs son considerados una amenaza tanto para Bowser como para Mario y Luigi, estos deciden (nuevamente) unirse temporalmente, más tarde se encontraría con sus yo del futuro y ambos combinarían fuerzas para enfrentarse a los protagonistas.